# Masera
Masera est une commune italienne de la province du Verbano-Cusio-Ossola dans la région Piémont en Italie.

## Administration
| Période                                  | Période | Identité | Étiquette | Qualité |
| ---------------------------------------- | ------- | -------- | --------- | ------- |
|                                          |         |          |           |         |
| Les données manquantes sont à compléter. |         |          |           |         |

### Communes limitrophes
Crevoladossola, Domodossola, Druogno, Montecrestese, Santa Maria Maggiore, Trontano

## Galerie de photos

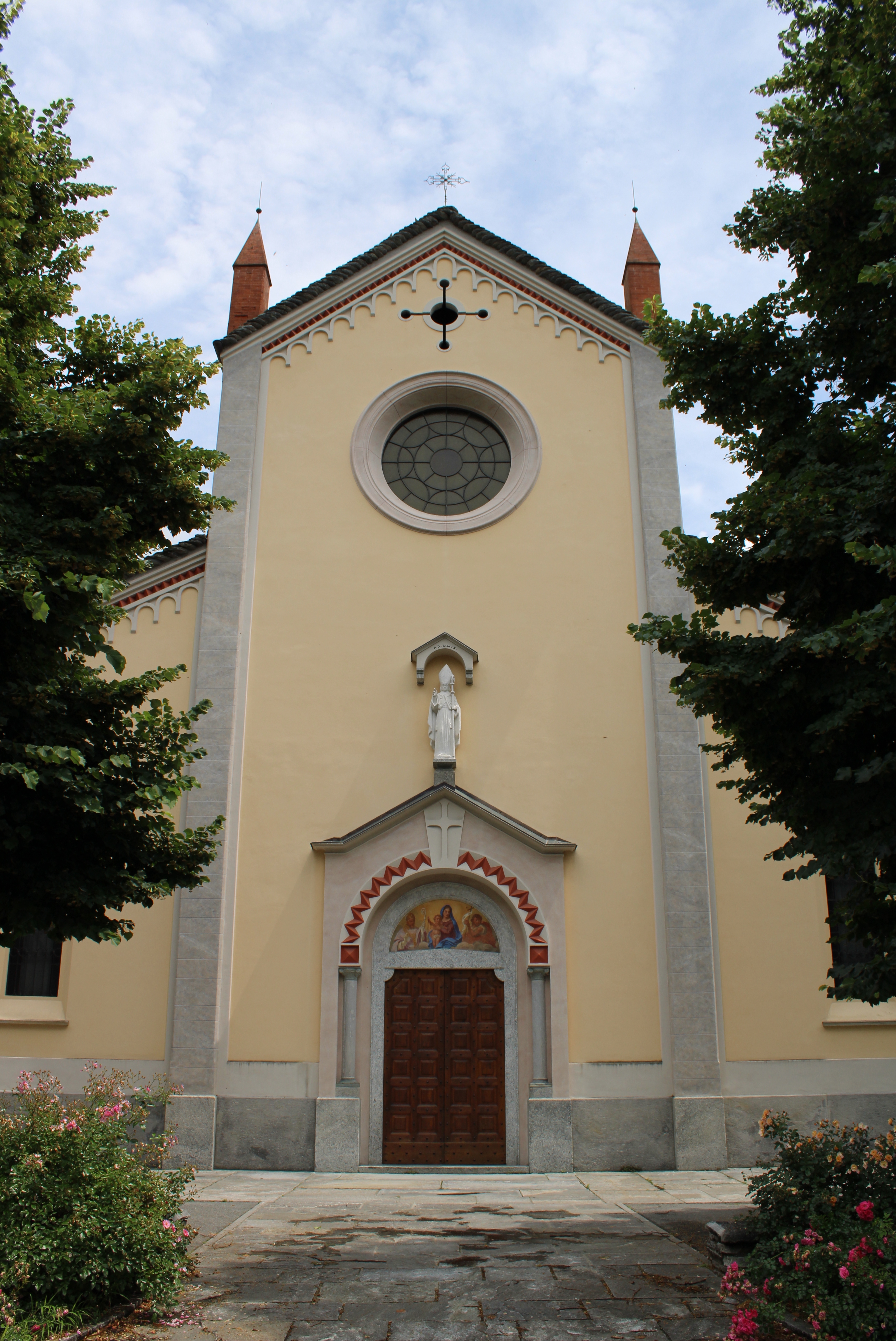
L'église San Martino.
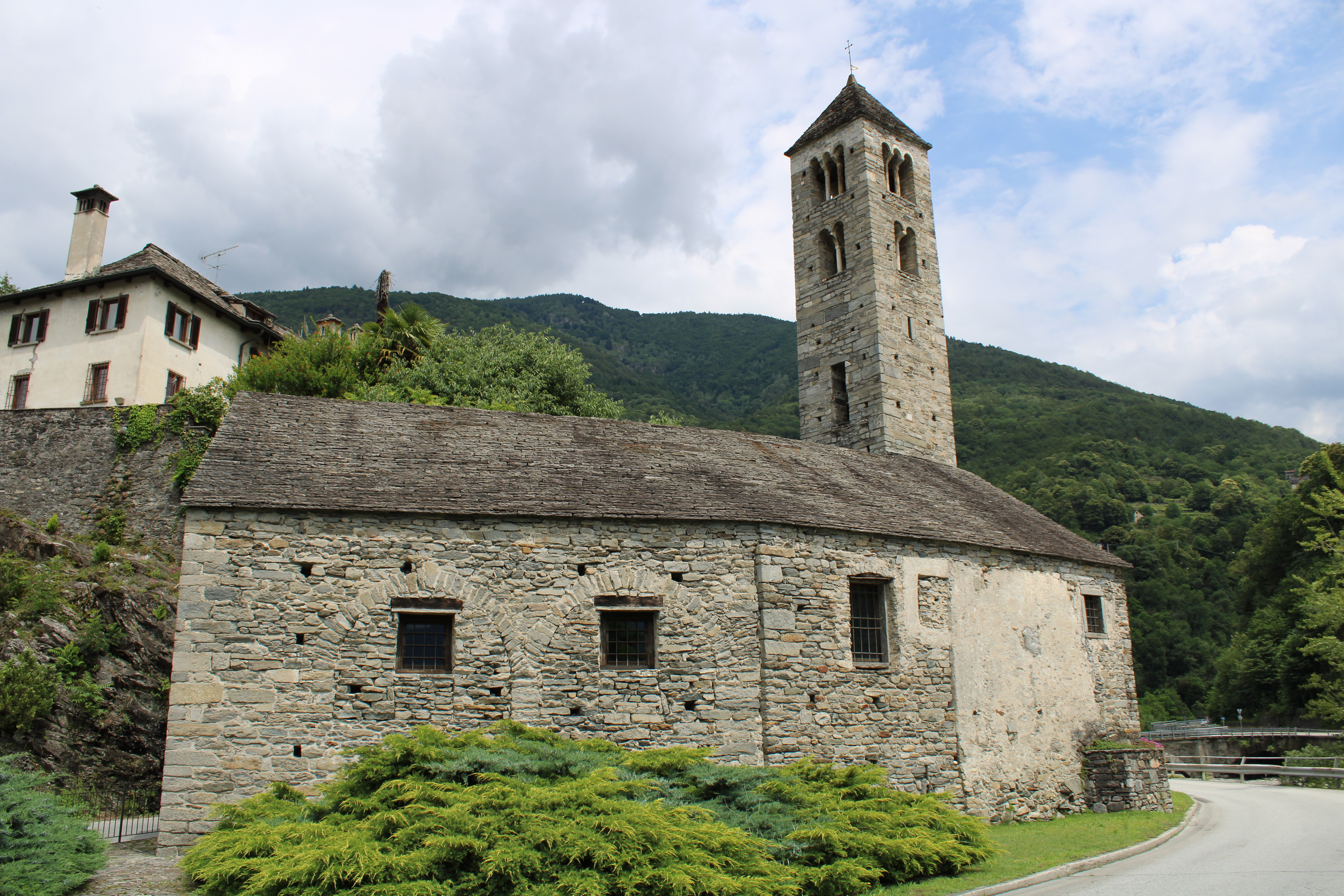
La chapelle.
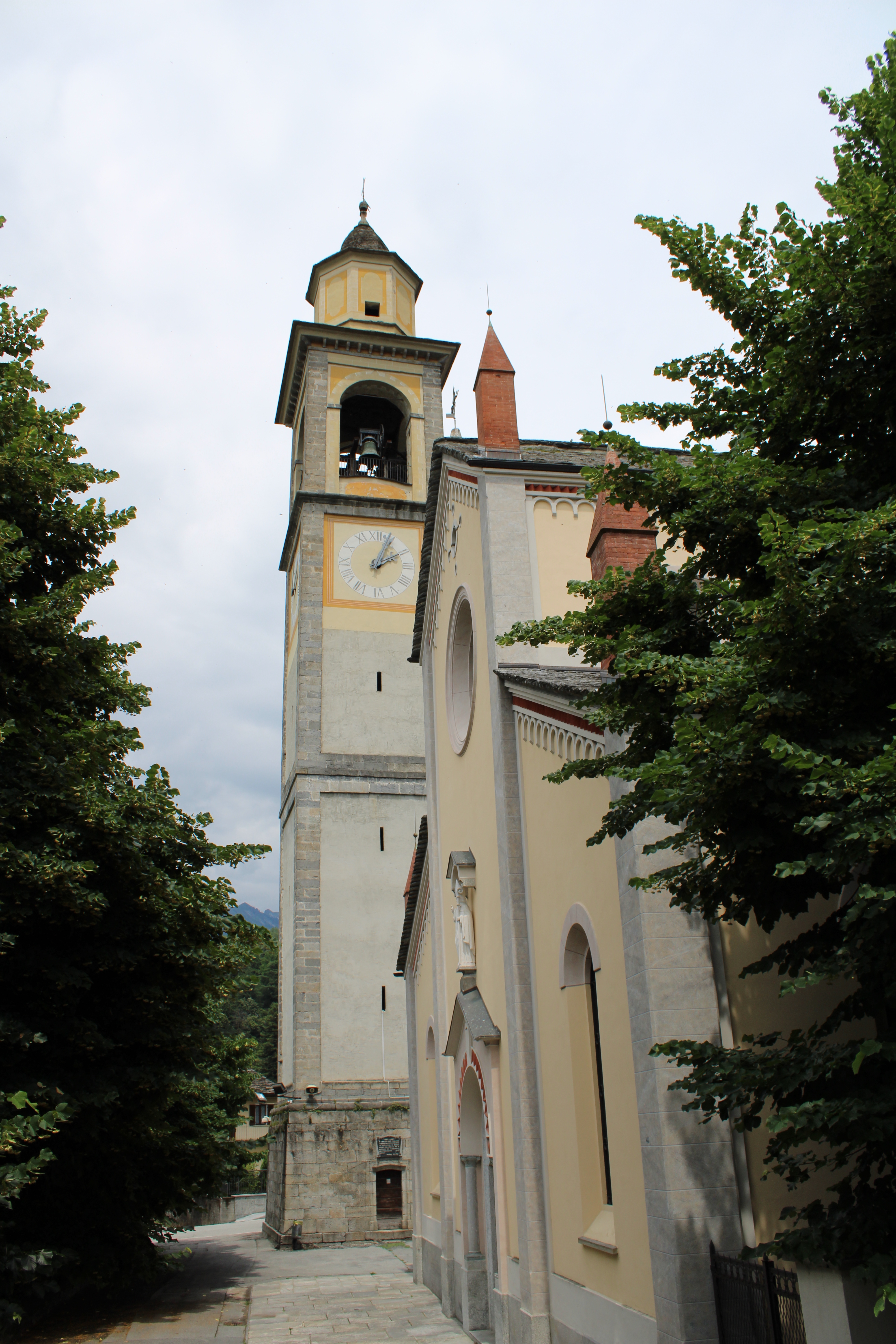
L'église et le campanile.
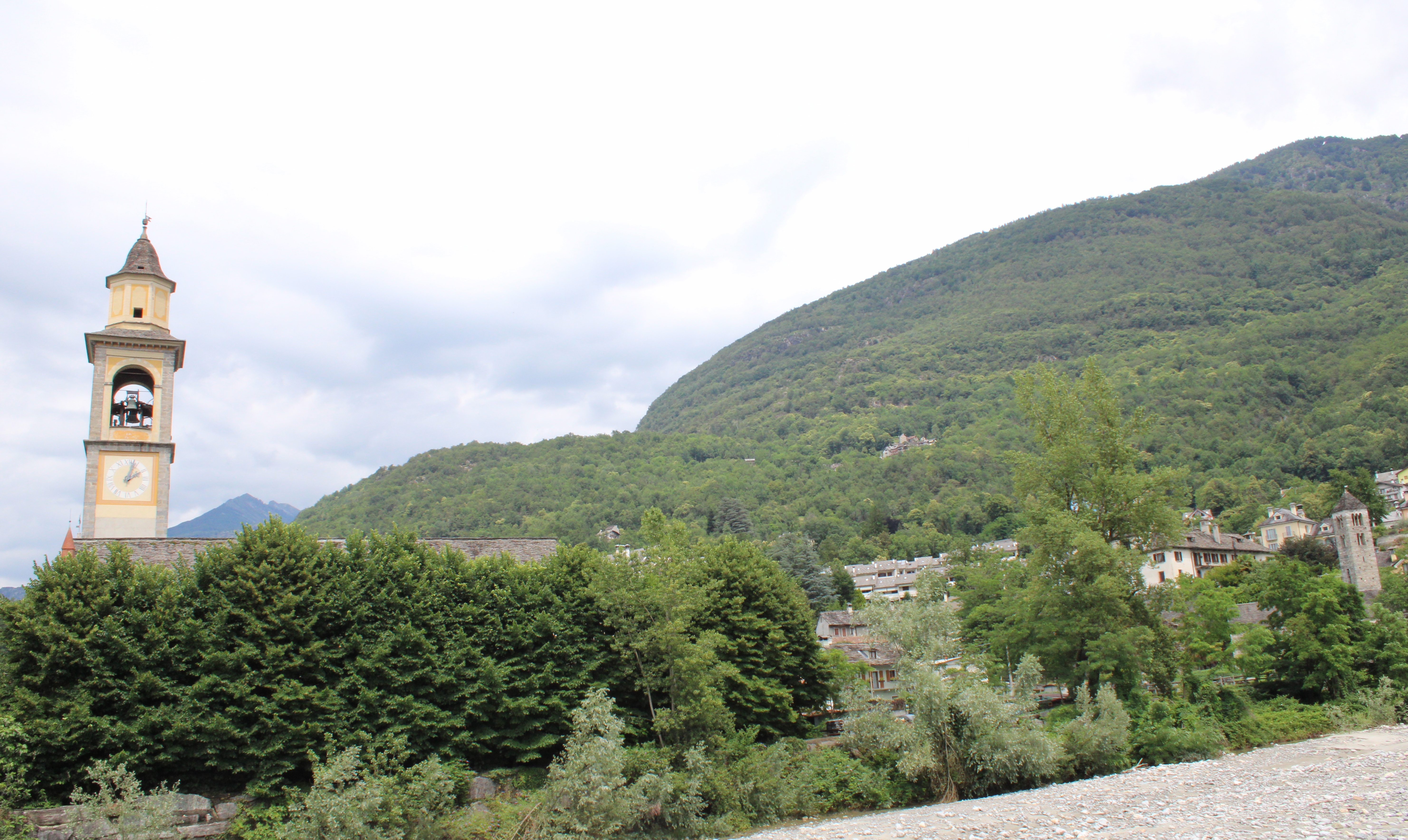
Le campanile.Pressoir antique